# Partit Radical Hongarès
El Partit Radical Hongarès (en hongarès Magyar Radikális Párt, MRP) fou un partit polític d'Hongria en el període posterior a la Segona Guerra Mundial. Es va veure com el partit de la intel·lectualitat radical d'esquerra.

## Història
Fundat al novembre de 1944 per Imre Csécsy, no es va organitzar definitivament fins al 3 de març de 1945. A les eleccions parlamentàries d'aquell any va rebre només el 0,1% dels vots, sense aconseguir representació. Al 1947 va entrar al partit Károly Peyer i els seus seguidors, els quals havien estat expulsats del Partit Socialdemòcrata per oposar-se a l'aliança amb els comunistes. Reforçats per la seva presència, el partit va augmentar el seu suport a les eleccions de 1947 fins a l'1,7%, guanyant sis escons, cinc dels quals serien per Peyer i la seva facció. Poc després, fruit de disputes internes, Peyer emigraria al novembre del mateix any, possibilitant la recuperació dels cinc escons pel MRP, inclòs el president Imre Csécsy.
El 31 de març de 1949 el partit es va fusionar amb el Partit Cívic Democràtic, per a formar l'Aliança Radical Democràtica, tanmateix a les eleccions de 1949 es va mantenir el Partit Radical com a candidatura, obtenint quatre diputats dins de la llista unitària Front Popular Patriòtic. Després d'aquestes, el partit va deixar de funcionar, encara que no es va dissoldre oficialment.
A principis de 1989 es viuria un intent de renaixement del partit, actiu durant un temps contra el govern i per la retirada de les tropes soviètiques. Poc després, aniria esvaint-se sense la força necessària per continuar l'activitat.

## Resultats electorals
| Any  | Vots                    | %                       | Escons  | +/– | Govern            |
| ---- | ----------------------- | ----------------------- | ------- | --- | ----------------- |
| 1945 | 5,763                   | 0.12% (#6)              | 0 / 409 | –   | Extraparlamentari |
| 1947 | 85,535                  | 1.71% (#8)              | 6 / 411 | 6   | Oposició          |
| 1949 | Dins la candidatura FPP | Dins la candidatura FPP | 4 / 402 | 2   | Coalició          |